# Ingeniero Maschwitz
Ingeniero Maschwitz ou Maschwitz est une ville de la province de Buenos Aires, située dans le partido de Escobar, à 35 km au Nord de Buenos Aires, en Argentine.

## Toponymie
Le nom de la ville est due à Carlos Maschwitz (es) (né à Buenos Aires le 7 mai 1862 et mort le 28 février 1910 en France), un ingénieur argentin d'origine allemande, fils de Georg Eduard Maschwitz, premier directeur de la Banque de Londres et fondateur et premier directeur de la Banque Allemande transatlantique.

## Démographie
Ingeniero Maschwitz est située dans le Grand Buenos Aires, avec une population de 12.162 habitants (INDEC, 2001). Ce chiffre situe la ville comme la cinquième la plus peuplée du partido de Escobar.

## Personnalités liées à la ville
- Matías Recalt (2011-) comédien.